# (2870) Haupt
(2870) Haupt (1981 LD; 1959 RY; 1963 UP; 1963 VL) ist ein ungefähr 15 Kilometer großer Asteroid des inneren Hauptgürtels, der am 4. Juni 1981 vom US-amerikanischen Astronomen Edward L. G. Bowell am Lowell-Observatorium, Anderson Mesa Station (Anderson Mesa) in der Nähe von Flagstaff, Arizona (IAU-Code 688) entdeckt wurde.

## Benennung
(2870) Haupt wurde nach dem österreichischen Astronomen Hermann F. Haupt (1926–2017) benannt, der Direktor der Universitätssternwarte Graz (IAU-Code 580) war. Als einer der Pioniere der Photometrie von Kleinplaneten machte er 1951 und 1952 am Lick-Observatorium (IAU-Code 662) photoelektrische Beobachtungen.